# 斯潘塞·威尔顿
斯潘塞·威尔顿（英語：Spencer Wilton，1973年2月1日—），英国男子马术运动员。他曾代表英国参加2016年夏季奥林匹克运动会马术比赛，获得团体盛装舞步赛银牌和个人盛装舞步赛第21名。